# Шаришке Јастрабје
Шаришке Јастрабје (слч. Šarišské Jastrabie) насељено је мјесто са административним статусом сеоске општине (слч. obec) у округу Стара Љубовња, у Прешовском крају, Словачка Република.

## Становништво
| Година:    | 1994. | 2004.    | 2014.    | 2024.    |
| ---------- | ----- | -------- | -------- | -------- |
| Број људи: | 969   | 1170     | 1364     | 1606     |
| Разлика:   |       | +20,74 % | +16,58 % | +17,74 % |

| Година:    | 2023. | 2024.   |
| ---------- | ----- | ------- |
| Број људи: | 1569  | 1606    |
| Разлика:   |       | +2,35 % |

Према подацима о броју становника из 2024. године насеље је имало 1606 становника.